# Будановский
Будановский — хутор в Конышёвском районе Курской области России. Входит в состав Старобелицкого сельсовета.

## География
Хутор находится на реке Беличка (левый приток Свапы), в 51 км от российско-украинской границы, в 81 км к северо-западу от Курска, в 22,5 км к северо-западу от районного центра — посёлка городского типа Конышёвка, в 4 км от центра сельсовета — села Старая Белица.
Климат
Будановский, как и весь район, расположен в поясе умеренно континентального климата с тёплым летом и относительно тёплой зимой (Dfb в классификации Кёппена).
Часовой пояс
Хутор Будановский, как и вся Курская область, находится в часовой зоне МСК (московское время). Смещение применяемого времени относительно UTC составляет +3:00.

## Население
| 2002 | 2010 |
| ---- | ---- |
| 37   | ↘17  |

## Инфраструктура
Личное подсобное хозяйство. В хуторе 33 дома.

## Транспорт
Будановский находится в 43 км от автодороги федерального значения М3 «Украина» (Москва — Калуга — Брянск — граница с Украиной), в 50 км от автодороги М2 «Крым» (Москва — Тула — Орёл — Курск — Белгород — граница с Украиной), в 17,5 км от автодороги А142 (Тросна — М-3 «Украина»), в 7 км от автодороги регионального значения 38К-038 (Фатеж — Дмитриев), в 19 км от автодороги 38К-005 (Конышёвка — Жигаево — 38К-038), в 5 км от автодороги 38К-003 (Дмитриев — Берёза — Меньшиково — Хомутовка), в 5,5 км от автодороги межмуниципального значения 38Н-146 (38Н-144 — Олешенка с подъездом к с. Наумовка), на автодороге 38Н-150 (38Н-146 — Арбузово — Будановский), в 1 км от ближайшей ж/д станции Арбузово (линии Навля — Льгов I и Арбузово — Лужки-Орловские).
В 182 км от аэропорта имени В. Г. Шухова (недалеко от Белгорода).